# Обыкновенная золотая рыбка
Обыкновенная золота́я ры́бка (лат. Carassius auratus auratus) — одна из пород аквариумной золотой рыбки, наиболее близкая к предковой природной форме.

## Этимология
Наименование «золотая рыбка» обусловлено первой основной мутацией в окраске этого одомашненного водного питомца красно-золотистого цвета и лучшие из которых ценились на вес золота.

## История происхождения
Предком золотой рыбки является серебряный карась. Впервые одомашнена в Китае, после чего было выведено несколько разнообразных пород золотых рыбок, которые отличаются размерами, формой тела и глаз, а также окраской.

## Описание
В основном размер до 30 см, но при прудовом содержании может достигать 45 см и веса в 1,5 кг. Размер рыб зависит от объёма сосуда или водоёма, при содержании животного, а также от обилия корма и температуры воды. Тело золотой рыбки удлиненное, напоминающее формой своих прародителей — карасей (серебряного и золотого). Одинарный хвостовой плавник около 1/4 длины тела закруглён и расправлен. Спинной плавник составляет от 1/4 до 3/8 высоты тела. Первый передний луч спинного плавника начинается вблизи верхней точки спины. Анальный — одинарный, короткий и закругленный. Брюшные и грудные плавники парные, расправленные и тоже закругленные.

### Окрас
Рыбы яркой красно-оранжевой расцветки. Встречаются красно-белые вариететы. У золотой рыбки чёрный телескоп тёмно-коричневая окраска.

## Условия содержания и размножения
Рыбок содержат при:
- Жёсткость воды (gH) от 6 до 20°;
- Кислотность воды (pH) 5,0—8,0;
- Температура (t) 10—28 °C.

### Кормление
К кормам неприхотливы и всеядны: едят как живую, так и растительную пищу, а также сухие корма.

### Размножение
Половозрелость и возможность размножения наступает через год после вылупления мальков из икринок. Подготовка к нересту аналогична описанной для других карповидных: нерестовик обустраивается в центре 100—150 литрового аквариума с нерестовой решеткой, одним или двумя распылителями и пучком мелколиственных растений в центре. На одну самку 2-х самцов. Плодовитость от 2 до 10 тыс. икринок. Личинка выходит через 2 суток. На 5-й день мальки начинают плавать. Кормление мальков — коловраткой.
Для разведения:
- Показатели жёсткости воды (gH) — 8—15°;
- Кислотность воды (pH) — 7,0—8,0;
- Температура (t) — 22—28 °C.

## В аквариумистике и прудовом хозяйстве
Рыбка подходит для содержания в холодноводном аквариуме с большим пространством для свободного плавания. Красива в оранжереях. Благодаря выносливости породы её можно содержать в декоративном пруду на улице. Предпочитает сообщество себе подобных, яркий свет и обилие свободного пространства. При оформлении водоема рекомендуется использовать сыпучий мелкофракционный грунт, камни, коряги, живые или пластиковые растения, в том числе плавающие.